# Клод Дебюси
Ашил-Клод Дебюси (на френски: Achille-Claude Debussy) е френски композитор, сочен за един от основоположниците на импресионизма в музиката.
Дебюси е считан за един от най-важните композитори от края на XIX и началото на XX век. Въпреки че се възхищава от Вагнер, Дебюси отрича романтизма – водещо течение в музиката преди него. Композиторът отдава предпочитанието си на импресионизма в музиката под силното влияние на литературата. Той се стреми към пълна свобода в творчеството и в живота, отхвърля следването на установените „клишета и шаблони“ и постоянно се стреми към пълната творческа и личностна свобода. Със своето творчество той тласка развитието на музикалното изкуство по нови пътища. Дебюси е композитор-новатор, разкрил нови изразни средства. В произведенията си той пресъздава мислите и настроенията с една нова чувствителност. Новаторството му се изявява навсякъде: и в областта на хармонията, и в ритмиката, и в инструментацията, и особено в мелодическото начало. Композиторът проявява изключителна смелост и по отношение на музикалната форма. Неговият музикален език е извънредно самобитен, ярък и образен. Дебюси притежава изключително майсторство да рисува картини от живота и природата, да нахвърля различни душевни настроения, да предава на слушателя своите впечатления и преживявания с вълнуваща убедителност. Той е автор на много творби от различни жанрове: операта „Пелеас и Мелизанда“, мистерията „Страданията на свети Себастиян“, симфоничната сюита „Морето“, симфоничната поема „Прелюд към „Следобедът на един фавън“, ноктюрните за оркестър „Облаци“, „Празници“ и „Сирени“, рапсодии, камерна музика, клавирни пиеси, песни и мн. др. В тези произведения звуковата живопис играе съществена роля и всичко е предадено с префинена естетичност. Музиката на Дебюси е чисто френско изкуство, за което той е бил наречен „Клод дьо Франс“.
Дебюси печели Наградата на Рим през 1884 г. с академичната си кантата „Гениалното дете“.

## Биография
Роден е на 22 август 1862 г. в Сен Жермен ан Лей. Произхожда от семейството на дребен търговец. Единайсетгодишен, Дебюси постъпва в Парижката консерватория, където учи пиано при Мармонтел и теория при Ернст Гиро. Скоро придобива отлична пианистична техника. На 18 години Дебюси става домашен пианист на меценатката на Чайковски Надежда фон Мек, което му дава възможност да посети Русия. Младият музикант остава със силни впечатления от руската музика и особено от творчеството на Мусоргски.
През 1884 г. Дебюси завършва консерваторията. С кантатата си „Блудният син“ той печели Римската премия и веднага заминава за Италия. Там създава няколко произведения, но атмосферата на Вила Медичи не му допада; престоят му в Рим започва да му се струва като заточение. Измъчван от творчески противоречия, Дебюси пише на свой приятел: „Нямам никакво желание да вървя по старите утъпкани пътеки, а да тръгна по нови още нямам сили…“. Той напуска Рим радостен, че отново ще заживее пълнокръвно в Париж. Първите творби, в които показва, че е открил „новите пътеки“, са „Ариети“ по текстове на Пол Верлен, „Поеми“ по Шарл Бодлер, Двете арабески за пиано, Малка сюита за пиано и др. В тези творби проличават блясъкът и своеобразието на таланта на Дебюси. С „Прелюд към „Следобедът на един фавън“ по едноименната поема на поета символист Стефан Маларме Дебюси привлича вниманието на всички музиканти. Обаче композиторът дружи повече с поети и художници, отколкото с музиканти. В салона на Маларме той се сприятелява с Бодлер, Верлен, които оказват влияние върху възгледите на младия композитор, а той все повече се увлича в търсенето на нови, по-съвършени форми и изразни средства. Редят се нови творби – Струнният квартет, ноктюрните за оркестър, операта „Пелеас и Мелизанда“, сюитата „Морето“, симфоничната картина „Иберия“ и др. Особено интересни са и клавирните му произведения – чудесната „Бергамаска сюита“, 24-те прелюда, изумителни по красота и оригиналност, „Детският кът“ и др.
През последното десетилетие на живота си Дебюси пътува доста често, за да присъства на свои концерти или да гастролира като диригент – в Германия, Австрия, Русия, Англия. В края на живота му неговата продуктивност значително намалява.
Умира от рак на дебелото черво по време на германските бомбардировки на Париж през Първата световна война.

## Творчество
- На 22 декември 1894 г. се състои премиерата на симфоничната поема „Следобедът на един фавн“. Стефан Маларме изразява възхищението си от това произведение на Дебюси и съответствието между неговата поема и емоционалните и музикалните багри.
- 1890 г. – Пет поеми от Бодлер
- 1910 г. – Три балади от Вийон
- 1913 г. – Три поеми от Маларме
- На 27 април 1902 г. се състои премиерата на операта „Пелеас и Мелизанда“ в Опера комик, освиркана от публиката и отречена от музикалните критици като: „лишена от ритмика и мелодика“. Това произведение на Клод Дебюси е написано и създадено като реакция срещу вагнеровата естетика и италианската традиция. Впоследствие операта се утвърждава като едно от най-значимите постижения на символизма с лиричност извън времето.
- 1905 г. – Морето

## Значими произведения
За оркестър
- „Прелюд към „Следобедът на един фавън“, по едноименната еклога на Стефан Маларме
- „Морето“
- „Мечтание“
- „Игри“
- „Картини“
  - Жига
  - Иберия
  - Пролетни кръгове.

За пиано
- „Бергамаска сюита“
  - Прелюдия
  - Менует
  - Лунна светлина
  - Стъпки
- „24 Прелюдии“
- „Детски кът“
  - Доктор Градус ад Парнасум
  - Колебанието на слона
  - Серенада за куклата
  - Снегът танцува
  - Малкото овчарче
  - Кейкуолкът на Голиуог
- „12 етюда“
- „Арабески“

Камерна музика
- Струнен квартет
- Соната за виолончело и пиано
- Соната за флейта, виола и арфа
- Соната за цигулка и пиано

Опера
- „Пелеас и Мелизанда“, по едноименната пиеса на Морис Метерлинк

## Мисли на Дебюси
- Не обичам тесните специалисти. Според мен специализирането е равнозначно на стесняване на своя хоризонт и свят.
- Изкуството е най-красивата измама.
- Не слушай ничий съвет освен полъха на вятъра, който ни разказва историите на света.
- Да превъзхождаш другите не изисква много усилия, ако същевременно не си поставиш за цел и прекрасното желание да превъзхождаш и себе си.

## Любопитно
Заедно с Ерик Сати Клод Дебюси членува в Кабалистичния орден на Кръста на розата на Станислас де Гайта и Жозефин Пеладан.